# Eupithecia hannemanni
Eupithecia hannemanni là một loài bướm đêm trong họ Geometridae.